# Astragalus brunsianus
Astragalus brunsianus är en ärtväxtart som beskrevs av Joseph Friedrich Nicolaus Bornmüller. Astragalus brunsianus ingår i släktet vedlar, och familjen ärtväxter. Inga underarter finns listade i Catalogue of Life.